# Sunshine (アルバム)
『Sunshine』（サンシャイン）は、松田聖子（通算37枚目）のオリジナル・アルバム。2004年6月9日発売。発売元はSony Records。

## 解説
1995年以来、9年ぶりとなるSony Recordsでの復帰第一弾アルバム。日本発売のオリジナル・アルバムは、2001年発売の『LOVE & EMOTION VOL.2』以来約3年振り。
松田が自身のアルバムで1番気に入っている『Pineapple』（1982年）の第2弾を作りたい思いから制作をスタートした。音楽プロデューサーは『Pineapple』でも楽曲を提供した原田真二。原田がプロデュースする松田のアルバムとしては本作が最後となる。
先行シングル（同年5月26日発売）の「逢いたい」とそのカップリング曲「風色のKiss」がアルバム・バージョンで収録された。
オリコンアルバムチャートでは『My Story』以来となるベスト10入りを果たすなど久々のヒットを記録、これにより女性ヴォーカル部門でのベスト10入りアルバム数が39作となり、松任谷由実と並んで歴代1位になった。
DVD付初回限定盤と通常盤の2形態で発売。CDジャケットは異なる。DVDは、シングル「Call me」（2003年6月4日）のミュージック・ビデオと、リクエスト・ベストアルバム『Best of Best 13（27）』（2004年4月14日）に収録された「あなたに逢いたくて2004」のミュージック・ビデオを収録。抽選でグアム旅行が当たる応募はがき封入。旅行当選者には松田が当日ソニーミュージック乃木坂ビルで見送ってくれる「Enjoy the Sunshine! 今度は聖子がお見送り」キャンペーン付。前年シングル「Call me」での「Call meでMeet me」キャンペーンに続き、ファンとの直接交流が実現した。
本作は当初レーベルゲートCDとして発売。レーベルゲート仕様のオリジナル・アルバムは本作限り。2005年にCD-DAフォーマットで再発売された。

## 収録曲
特記以外　作曲・編曲:Shinji Harada／作詞:Seiko Matsuda

### CD
1. You are the sunshine　（4:13）
2. It's my new day　（4:43）
3. 逢いたい（Album Version）　（4:53）
4. Flower season　（5:12）
  - 作詞:Shinji Harada　編曲:Taigo・Naoki-T・Shinji Harada
5. 風色のKiss（Album Version）　（4:55）
6. The song of love　（4:32）
7. Sound of rain　（5:11）
  - 作詞:Shinji Harada
8. 伝説の渚　（4:12）
  - 作詞:Shinji Harada　編曲:Taigo・Naoki-T・Shinji Harada
9. さよならYesterday　（5:15）
  - 作詞:Shinji Harada
10. Prince Charming　（4:00）
  - 作曲:Seiko Matsuda
11. Call me　（4:12）
  - 作詞:Shinji Harada

### DVD（初回限定盤のみ）
1. あなたに逢いたくて2004
2. Call me